# Jean Oury
Jean Oury (* 5. März 1924 in La Garenne-Colombes, Département Seine; † 15. Mai 2014 in Cour-Cheverny, Département Loir-et-Cher) war ein französischer Psychiater und Autor.

## Leben
Oury wuchs im sozialistisch-liberalen Milieu auf. Geprägt von dessen Ideen, trat er 1947 seine Arbeit am angesehenen Hôpital de Saint-Alban im Département Lozère an. Unter der Führung der Psychiater François Tosquelles, Lucien Bonnafé und Paul Bavet entwickelte sich dort ein Ansatz zur Reformation der französischen Psychiatrie, der sich auf die Psyche und die Umgebung der Kranken konzentrierte. Tosquelles (1912–1994) war militanter Anti-Franquist; Bonaffé (1912–2003) war aufgeklärter Kommunist; und Bavet (1907–2001) war fortschrittlicher Katholik. Unter dem frischen Eindruck des Nationalsozialismus teilten die drei die Überzeugung, dass die Behandlung des Wahnsinns mit dem Kampf gegen die Barbarei Hand in Hand gehen müsse. Statt die Kranken einzusperren und ruhigzustellen, sollten dynamische Beziehungen zwischen Patienten und Pflegekräften die Psychiatrie prägen.
An dieser Klinik, die eine ganze Generation französischer Psychiater beeinflusste, trafen sich ehemalige Résistance-Kämpfer, Patienten, Therapeuten und Intellektuelle wie der Philosoph Georges Canguilhem und der Dichter Paul Éluard.  1952 prägte Georges Daumezon den Begriff Psychiatrie institutionnelle für diese Art von Psychiatrie, die bis in die 1990er Jahre in Frankreich als Vorbild galt.
Jean Oury war ein Schüler von Jacques Lacan, dessen Psychoanalyse er sich siebenundzwanzig Jahre lang unterzog. 1953 erwarb Jean Oury das Schloss La Borde in Cour-Cheverny. Dort nahm er am Rand der Gesellschaft Stehende mit jeglicher Art von seelischer Störung auf. Er entwickelte eine Synthese zwischen der Psychoanalyse Lacans und einer militanten, der Person des Wahnsinnigen zugewandten Psychiatrie. Zur gleichen Zeit entwickelte sein älterer Bruder Fernand Oury, der als Lehrer in den Vorstädten arbeitete, sein Konzept der Pédagogie institutionnelle, das er der traditionellen Schulform entgegensetzte. Letztere nannte er École-caserne, Kasernenschule. Gemeinsam hatten beide Brüder großen Einfluss auf die geringschätzige Bewertung der schulischen und psychiatrischen Einrichtungen, die sich in den Mai-Unruhen von 1968 manifestierte.
Einen großen Anteil am Einfluss von La Borde hatte auch Félix Guattari, ebenfalls ein Schüler und Analysand Lacans. Guattari unterstützte ab 1957 die Arbeit von La Borde, obwohl er und Oury andere Richtungen einschlugen: Während Oury sein Leben lang ein treuer Anhänger Lacans blieb, distanzierte sich Guattari 1972 in seinem Werk L’Anti-Œdipe von Letzterem.
Oury arbeitete bis ins hohe Alter: Noch eine Woche vor seinem Tod wurde er in La Borde bei der Arbeit gesehen.

## Publikationen
- Onze heures du soir à La Borde. Éditions  Galilée, Paris 1980
- mit Félix Guattari und François Tosquelles: Pratique de l’institutionnel et politique. Matrice, 1985
- Le collectif. Champ social éditions, Nîmes 1999
- Création et schizophrénie. Éditions Galilée, Paris 1989
- L’aliénation. Éditions Galilée, Paris 1992
- Les séminaires de La Borde (1996/1997). Éditions du Champ social, Nîmes 1998
- Psychiatrie et psychothérapie institutionnelle. Éditions du Champ social, Nîmes 2001
- mit Marie Depussé: À quelle heure passe le train… Conversations sur la folie. Calmann-Lévy, Paris 2003
- Préfaces. Éditions Le Pli, Orléans, 2004
- Essai sur la conation esthétique. Promotionsschrift 1950, Éditions Le Pli, Orléans 2005
- Rencontre avec le Japon. Jean Oury à Okinawa, Kyoto, Tokyo. Herausgeber: Philippe Bernier, Stefan Hassen Chedri, Catherine de Luca-Bernier. Champ social éditions / Matrice 2007
- Essai sur la création esthétique. Éditions Hermann, Paris 2008
- Itinéraires de formation. Éditions Hermann, Paris 2008
- La psychose, la mort, l’institution. Éditions Hermann, Paris 2008
- Dialogues à La Borde. Éditions Hermann, Paris 2008
- Préalables à toute clinique des psychoses : dialogue avec Patrick Faugeras. Erès, Toulouse 2012.